# Manfred Möck
Manfred Möck, né à Sangerhausen (Allemagne) le 14 février 1959, est un acteur allemand.

## Biographie
Manfred Möck est apparu dans plus de 80 films et productions télévisées depuis 1982 et joue notamment dans le film Que l'un porte le fardeau de l'autre de Lothar Warneke (1988) pour lequel, conjointement avec l'acteur Jörg Pose, il remporte l'Ours d'argent du meilleur acteur au 38e Festival international du film de Berlin.

## Filmographie partielle

### Au cinéma
- 1988 : Que l'un porte le fardeau de l'autre (Einer trage des anderen Last …) de Lothar Warneke

### À la télévision
- 2006 : Ce n'étaient pas tous des assassins

## Récompenses et distinctions
- 1988 : Festival international du film de Berlin : Ours d'argent du meilleur acteur pour Que l'un porte le fardeau de l'autre de Lothar Warneke (conjointement avec Jörg Pose)